# Tambakrejo (Kraton)
Tambakrejo is een bestuurslaag in het regentschap Pasuruan van de provincie Oost-Java, Indonesië. Tambakrejo telt 3427 inwoners (volkstelling 2010).